# 鷲別岳
鷲別岳（わしべつだけ）とは、北海道登別市と室蘭市にまたがる山。国土地理院の地形図では鷲別岳（室蘭岳）と記載されている。標高911.1m。北海道百名山に選定されている。

## 概要
山頂は登別市と室蘭市の境となる。登山口は室蘭市側にあり、山麓には室蘭市によって「室蘭岳山麓総合公園」（だんパラ公園）が設置されている。また、登山口には昭和9年（1934年）建立の「室蘭嶽登山口」と刻まれた石碑があり、地元では「室蘭岳」として親しまれている。。
山頂には一等三角点「鷲別岳」が設置されている。
この山を源流とする千舞鼈川、ペトトル川、知利別川、鷲別川および胆振幌別川は室蘭市内の水道水および工業用水の水源となっている。

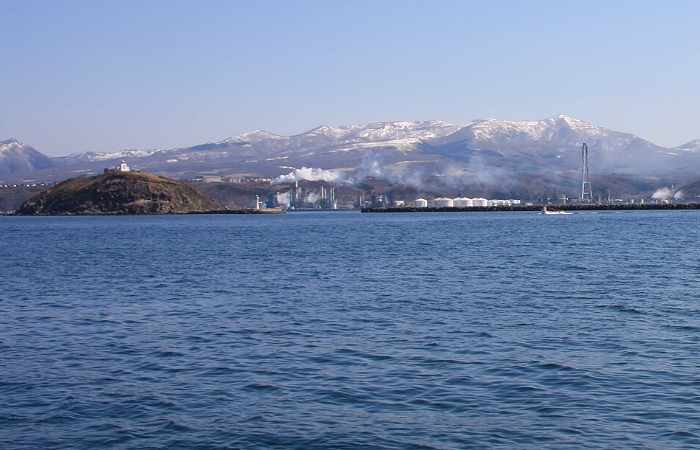
噴火湾（室蘭港沖）から望む鷲別岳

## 名称の由来
慶応3年(1867年)に江戸幕府が出版した『官板実測日本地図』にはモロラン岳(室蘭岳)と記されている。また、さらに68年さかのぼった寛永11年(1799年)に渋江長伯は『東遊奇勝』にモロラン山と記している。
現在の名称は鷲別川の水源であることから付いた名である。

## 登山道
山頂からは、太平洋や室蘭市街地、遠く羊蹄山や駒ヶ岳と恵山を望むことができる。なお、鷲別岳北面の裏沢は沢登のゲレンデである。

### コース
夏道コース（南尾根コース）、西尾根コース、水元沢コースがある。また、カムイヌプリとの間にもコースがある。

### 山小屋
だんパラスキー場のコースには登山口からまもなく山小屋がある。山小屋「白鳥ヒュッテ」は1949年（昭和24年）に建てられた。しかし、施設の老朽化や近隣施設の整備により緊急避難施設の役割が薄れたため、室蘭市では2021年3月末での廃止か、活用を希望する個人・団体への譲渡を検討。2020年12月9日、室蘭市教育委員会は定例市議会で山小屋を2021年3月末で廃止（市体育施設条例から削除）したうえで市民団体「（仮称）白鳥ヒュッテ友の会」に譲渡する方針を明らかにした。
白鳥ヒュッテの近くには水天宮があり、元旦には甘酒がふるまわれる。

## 行事
- 3月上旬 スキー大会
- 5月中旬 山開き

いずれも室蘭山岳連盟の主催。

## 室蘭岳山麓総合公園
室蘭岳山麓総合公園は鷲別岳（室蘭岳）の山麓にあり1989年（平成元年）3月より供用が開始された公園面積は23.5ha（235,341m2）。キャンプ場、運動広場、遊具広場、野外ステージ、体育館などがある。

## 近隣の山
- カムイヌプリ（750.1m）
- 三等三角点「幌別岳」[4]（736.1m）
- 来馬岳（1,040.1m）
- オロフレ山（1,230.8m）
- 稀府岳[4]（702.2m）
- 伊達紋別岳（714.6m）
- 三等三角点「牛社奥」[4]（662m）
- 三等三角点「有珠界」[4]（765m）
- 測量山（199.63m）
- 母恋富士（141m）